# دار ميريت للنشر
دار ميريت للنشر دار نشر مصرية، تأسست عام 1998 بمبادرة من مؤسسها محمد هاشم وباحتضان عدد كبير من الرموز الثقافية المصرية، يتقدمهم الراحل إبراهيم منصور.
- سعت منذ بدايتها لترسيخ مفاهيم العقلانية وحرية الرأي والفكر والإبداع،[بحاجة لمصدر] من خلال إصدار الكتب وإقامة الندوات والمناقشات المحدودة، بعضها بالتعاون مع حركة كتاب وأدباء وفنانون من أجل التغيير.
- تعتبر التصدي للرقابة على العقل بكافة أشكالها السياسية والدينية واجب مقدس.[بحاجة لمصدر]
- تناهض التطبيع وكافة أشكال التعاون مع العدو الإسرائيلي.
- حملت الدار على عاتقها مهمة – رأت دائماً – أنها من أسمى مهامها، وهي تبنى الإبداع الجديد والطليعي، وقد استطاعت بالفعل تقديم العديد من هذه الأصوات التي باتت الآن في متن الثقافة المصرية.
- نشرت الدار لكتاب معاصرين مثل علاء الأسواني وميرال الطحاوي ومنتصر القفاش وحمدي أبو جليل وإيمان مرسال وياسر عبد اللطيف وأحمد العايدي وحامد عبد الصمد والعديد من الشعراء الشباب أبرزهم مصطفي إبراهيم.

## وصللات خارجية
- الموقع الرسمي